# 매도 (인천 중구)
매도 또는 응도(鷹島)는 인천광역시 중구에 있던 무인도이다. 현재는 운렴도, 소운렴도와 함께 매립되어 섬 주변에 매립된 간석지가 인천 북항 준설투기장으로 쓰이고 있다.

## 같이 보기
- 운렴도
- 소운렴도
- 대한민국의 섬 목록